# اندی هوگ
اندی هوگ (به آلمانی: Andy Hug)‏ (۷ سپتامبر ۱۹۶۴–۲۴ اوت ۲۰۰۰) یکی از برجسته‌ترین رزمی کاران جهان در دهه ۹۰ میلادی بود. رشتهٔ رزمی اصلی او کیوکوشین بود که البته در رقابتهای کیک بوکسینگ نیز شرکت می‌کرد. او در سال ۱۹۹۶ در مسابقات کی وان گرند پریکس به عنوان قهرمانی جهان دست پیدا کرد. در سال‌های ۱۹۹۷ و ۱۹۹۸ به فینال این رقابتها راه یافت. در کارنامه پر افتخار وی مقام دومی در مسابقات جهانی کیوکوشین دیده می‌شود.

## زندگی ورزشی
پدر اندی هوگ سرباز لژیون خارجی بود و بدون اینکه پسرش را ببیند در تایلند درگذشت. از آن پس اندی، مادرش و خواهر و برادرش نزد پدربزرگشان زندگی می‌کردند. در ۶ سالگی فوتبال بازی می‌کرد و در آینده در این رشته چنان پیشرفت کرد که به تیم زیر ۱۶ ساله‌های سوئیس نیز دعوت شد؛ اما سرانجام تصمیم گرفت در رشته کاراته فعالیت خود را ادامه دهد.
مرگ او کاملاً غیرمنتظره و ناگهانی بود. در ۱۷ آگوست بیماری او سرطان خون تشخیص داده شد، پس از چند روز در ۲۳ آگوست وی به کما رفت و سرانجام در ۲۴ آگوست درگذشت. اندی هوگ در هنگام مرگ تنها ۳۵ سال داشت. همسرش لونا و پسرش سیا از او به یادگار ماندند.